# Vellberg
Vellberg település Németországban, azon belül Baden-Württembergben. Lakosainak száma 4752 fő (2023. december 31.).

## Népesség
A település népessége az elmúlt években az alábbi módon változott:
| Lakosok száma | 3287 | 4302 | 4390 | 4446 | 4446 | 4598 | 4654 | 4752 |
|               | 1975 | 2015 | 2017 | 2018 | 2019 | 2021 | 2022 | 2023 |